# Lettelbert
Lettelbert (en groningois : Lepterd) est un village de la commune néerlandaise de Westerkwartier, situé dans la province de Groningue. 

## Géographie
Le village est situé au nord de Leek, entre Midwolde et Oostwold.

## Histoire
Lettelbert fait partie de la commune de Leek avant le 1er janvier 2019, date à laquelle celle-ci est rattachée à la nouvelle commune de Westerkwartier.

## Démographie
En 2018, le village comptait 161 habitants.